# Ophiomyia orbiculata
Ophiomyia orbiculata este o specie de muște din genul Ophiomyia, familia Agromyzidae, descrisă de Friedrich Georg Hendel în anul 1931. Conform Catalogue of Life specia Ophiomyia orbiculata nu are subspecii cunoscute.